# Moriseni Peak
Der Moriseni Peak (englisch; bulgarisch връх Морисени wrach Morisseni) ist ein 1800 m hoher und größtenteils vereister Berg in den Lassus Mountains auf der Alexander-I.-Insel westlich der Antarktischen Halbinsel. Er ragt 2,7 km südlich bis östlich des Mount Devol, 8,38 km westsüdwestlich des Ratscheniza-Nunataks und 5,55 km östlich bis nördlich des Beagle Peak auf. Seine steilen Südhänge sind teilweise unvereist. Das Nichols-Schneefeld liegt östlich und der Naretschen-Gletscher nordwestlich von ihm.
Britische Wissenschaftler kartierten ihn 1971. Die bulgarische Kommission für Antarktische Geographische Namen benannte ihn 2017 nach einem thrakischen Volksstamm, der die bulgarische Schwarzmeerküste besiedelte.